# Nick Hysong
Nick E. Hysong (Winslow (Arizona), 9 december 1971) is een Amerikaanse polsstokhoogspringer. Hij is het bekendst van het winnen van de Olympische Spelen van 2000 in Sydney. Bij dit kampioenschap won hij met een persoonlijk record van 5,90 m. Een jaar later won hij een bronzen medaille op het WK 2001 in Edmonton.
Hij heeft een uitmuntende snelheid. Zo loopt hij 10.27 seconden op de 100 meter.
In zijn laatste jaar op de Universiteit van Arizona in 1994, won hij zowel de Pac 10 als de NCAA-kampioenschappen.

## Titels
- Olympisch kampioen polsstokhoogspringen - 2000
- Amerikaans kampioen polsstokhoogspringen (indoor) - 1995
- NCAA kampioen polsstokhoogspringen - 1994

## Persoonlijke records
Outdoor
| Onderdeel            | Prestatie | Datum             | Plaats    |
| -------------------- | --------- | ----------------- | --------- |
| 100 m                | 10,27 s   | 8 juli 2000       | Flagstaff |
| polsstokhoogspringen | 5,90 m    | 29 september 2000 | Sydney    |

Indoor
| Onderdeel            | Prestatie | Datum            | Plaats  |
| -------------------- | --------- | ---------------- | ------- |
| polsstokhoogspringen | 5,85 m    | 27 februari 1999 | Atlanta |

## Prestaties
| Jaar | Wedstrijd             | Plaats    | Resultaat | Onderdeel            | Extra  |
| ---- | --------------------- | --------- | --------- | -------------------- | ------ |
| 1995 | WK indoor             | Barcelona | 5e        | polsstokhoogspringen | 5,70 m |
| 1999 | WK indoor             | Maebashi  | 8e        | polsstokhoogspringen | 5,50 m |
| 1999 | WK                    | Sevilla   | 4e        | polsstokhoogspringen | 5,70 m |
| 1999 | IAAF Grand Prix Final | München   | 4e        | polsstokhoogspringen | 5,70 m |
| 2000 | Olympische Spelen     | Sydney    | 1e        | polsstokhoogspringen | 5,90 m |
| 2000 | IAAF Grand Prix Final | Doha      | 2e        | polsstokhoogspringen | 5,60 m |
| 2001 | WK                    | Edmonton  | 3e        | polsstokhoogspringen | 5,85 m |
| 2005 | WK                    | Helsinki  | 5e        | polsstokhoogspringen | 5,50 m |

### Golden League-podiumplekken
| Jaar | Wedstrijd             | Plaats      | Resultaat | Onderdeel            | Extra  |
| ---- | --------------------- | ----------- | --------- | -------------------- | ------ |
| 1999 | Golden Gala           | Rome        | 2e        | polsstokhoogspringen | 5,80 m |
| 2000 | Golden Gala           | Rome        | 2e        | polsstokhoogspringen | 5,70 m |
| 2000 | Bislett Games         | Oslo        | 3e        | polsstokhoogspringen | 5,70 m |
| 2000 | Weltklasse Zürich     | Zürich      | 2e        | polsstokhoogspringen | 5,80 m |
| 2000 | Herculis              | Monaco      | 3e        | polsstokhoogspringen | 5,75 m |
| 2001 | Herculis              | Monaco      | 3e        | polsstokhoogspringen | 5,80 m |
| 2001 | Memorial Van Damme    | Brussel     | 2e        | polsstokhoogspringen | 5,80 m |
| 2002 | Meeting Gaz de France | Saint-Denis | 3e        | polsstokhoogspringen | 5,55 m |
| 2002 | Herculis              | Monaco      | 3e        | polsstokhoogspringen | 5,75 m |
| 2002 | Weltklasse Zürich     | Zürich      | 3e        | polsstokhoogspringen | 5,70 m |
| 2003 | Bislett Games         | Oslo        | 1e        | polsstokhoogspringen | 5,70 m |
| 2003 | Meeting Gaz de France | Saint-Denis | 3e        | polsstokhoogspringen | 5,76 m |
| 2003 | Golden Gala           | Rome        | 3e        | polsstokhoogspringen | 5,77 m |
| 2003 | ISTAF                 | Berlijn     | 3e        | polsstokhoogspringen | 5,76 m |

1896: Welles Hoyt ·
1900: Irving Baxter ·
1904: Charles Dvorak ·
1908: Edward Cook & Alfred Gilbert ·
1912: Harry Babcock ·
1920: Frank Foss ·
1924: Lee Barnes ·
1928: Sabin Carr ·
1932: Bill Miller ·
1936: Earle Meadows ·
1948: Guinn Smith ·
1952: Bob Richards ·
1956: Bob Richards ·
1960: Don Bragg ·
1964: Fred Hansen ·
1968: Bob Seagren ·
1972: Wolfgang Nordwig ·
1976: Tadeusz Ślusarski ·
1980: Władysław Kozakiewicz ·
1984: Pierre Quinon ·
1988: Serhij Boebka ·
1992: Maksim Tarasov ·
1996: Jean Galfione ·
2000: Nick Hysong ·
2004: Tim Mack ·
2008: Steven Hooker ·
2012: Renaud Lavillenie ·
2016: Thiago Braz da Silva ·
2020: Armand Duplantis ·
2024: Armand Duplantis